# Emma Luchini
Emma Luchini (París, 1979) es una actriz, guionista y realizadora francesa.

## Biografía
Hija de Fabrice Luchini, actor, y de Cathy Debeauvais, secretaria de redacción, lleva el nombre de Emma en homenaje a Emma Bovary, heroína de la novela Madame Bovary de Gustave Flaubert.
Estudió artes plásticas y comenzó a trabajar como diseñadora. Después de haber realizado Sweet Valentine con Vincent Elbaz en 2010, dirigió en 2013 el corto La mujer de Río con Nicolas Rey, trabajo por el que logró el premio César al Mejor cortometraje en 2015. Dirigió a su padre en la película Un comienzo prometedor en 2015. Desde 2012, ha realizado también anuncios comerciales.

## Filmografía

### Actriz
- 2012 : L'amour dure trois ans, de Frédéric Beigbeder

### Realizadora
- 1999 : Tout le monde s'appelle Victor (vidéo)
- 2006 : Sur ses deux oreilles (court métrage)
- 2010 : Sweet Valentine
- 2014 : La Femme de Rio (court métrage)
- 2015 : Un début prometteur

## Reconocimientos
- César del mejor cortometraje para La Mujer de Rio (en 2015)